# جان واتس
جاناتان واتس (به انگلیسی: Jonathan Watts؛ زادهٔ ۲۸ ژوئن ۱۹۸۱) کارگردان، فیلم‌نامه‌نویس و تهیه‌کنندهٔ آمریکایی است. واتس برای کارگردانی فیلم‌های ابرقهرمانی مرد عنکبوتی: بازگشت به خانه، مرد عنکبوتی: دور از خانه و مرد عنکبوتی: راهی به خانه نیست در دنیای سینمایی مارول شناخته می‌شود. وی همچنین برای کارگردانی فیلم چهار شگفت‌انگیز با مارول استودیوز قرارداد امضا کرده است. او کارگردانی و نویسندگی فیلم‌های دلقک (۲۰۱۴) و ماشین پلیس (۲۰۱۵) و ساخت مجموعهٔ جنگ ستارگان: خدمه اسکلت (۲۰۲۴) را بر عهده داشت.

## اوایل زندگی
واتس در فونتن، کلرادو به دنیا آمد و بزرگ شد، جایی که در دبیرستان فونت-فورت کارسون تحصیل کرد. او در دانشگاه نیویورک سینما تحصیل کرد.

## زندگی شخصی
واتس با دیان مک‌گونگل، عامل استعدادیابی و تهیه‌کننده سابق ازدواج کرده است.

## فیلم‌شناسی

### فیلم
کارگردان
| سال  | عنوان                          | کارگردان | نویسنده | تهیه‌کننده | توضیحات                         |
| ---- | ------------------------------ | -------- | ------- | --------- | ------------------------------- |
| ۲۰۱۴ | دلقک                           | آری      | آری     | نه        |                                 |
| ۲۰۱۵ | ماشین پلیس                     | آری      | آری     | آری       |                                 |
| ۲۰۱۷ | مرد عنکبوتی: بازگشت به خانه    | آری      | آری     | نه        |                                 |
| ۲۰۱۹ | مرد عنکبوتی: دور از خانه       | آری      | نه      | نه        |                                 |
| ۲۰۲۱ | مرد عنکبوتی: راهی به خانه نیست | آری      | نه      | نه        | همچنین عهده‌دار ضبط حرکت مرد شنی |
| ۲۰۲۴ | ولفس                           | آری      | آری     | آری       |                                 |

بازیگر
| سال  | عنوان         | نقش           |
| ---- | ------------- | ------------- |
| ۲۰۰۸ | I Can See You | جیک           |
| ۲۰۱۵ | کنترل خلاق    | مدیر بازرگانی |

دیگر
| سال  | عنوان                         | نقش                                 |
| ---- | ----------------------------- | ----------------------------------- |
| ۲۰۰۰ | جانور سکسی                    | عامل، واحد فوتوژنیکس                |
| ۲۰۱۱ | انتخاب طبیعی                  | دستیار تهیه‌کننده                    |
| ۲۰۱۲ | ربات و فرانک                  | تشکر                                |
| ۲۰۲۱ | ونوم: بگذارید کارنیج بیاید    | کارگردان سکانس میانی (بدون ذکر نقش) |
| ۲۰۲۵ | Final Destination: Bloodlines | داستان و تهیه‌کننده                  |

### تلویزیون
| سال  | عنوان                   | کارگردان | تهیه‌کننده    | نویسنده | توضیحات                     |
| ---- | ----------------------- | -------- | ------------ | ------- | --------------------------- |
| ۲۰۱۱ | Onion News Network      | آری      | اجرایی مشترک | نه      | کارگردان ۱۰ قسمت            |
| ۲۰۱۱ | The Fuzz                | آری      | آری          | آری     | قسمت آزمایشی                |
| ۲۰۱۲ | Eugene!                 | آری      | اجرایی       | آری     | فیلم تلویزیونی              |
| ۲۰۲۲ | پیرمرد                  | آری      | اجرایی       | نه      | کارگردان قسمت‌های "I" و "II" |
| ۲۰۲۴ | جنگ ستارگان: خدمه اسکلت | آری      | اجرایی       | آری     | شورانر وسازنده              |